# Naeem Mubarak
Naeem Saed Mubarak (1º ottobre 1957) è un ex calciatore kuwaitiano, di ruolo difensore.